# Saint-Lumier-en-Champagne
Saint-Lumier-en-Champagne és un municipi francès, situat al departament del Marne i a la regió del Gran Est. L'any 2007 tenia 211 habitants.

## Demografia

### Població
El 2007 la població de fet de Saint-Lumier-en-Champagne era de 211 persones. Hi havia 85 famílies, de les quals 16 eren unipersonals (8 homes vivint sols i 8 dones vivint soles), 37 parelles sense fills i 32 parelles amb fills.
La població ha evolucionat segons el següent gràfic:
Habitants censats

### Habitatges
El 2007 hi havia 93 habitatges, 85 eren l'habitatge principal de la família, 4 eren segones residències i 4 estaven desocupats. 92 eren cases i 1 era un apartament. Dels 85 habitatges principals, 81 estaven ocupats pels seus propietaris i 4 estaven llogats i ocupats pels llogaters; 1 tenia tres cambres, 32 en tenien quatre i 52 en tenien cinc o més. 76 habitatges disposaven pel capbaix d'una plaça de pàrquing. A 29 habitatges hi havia un automòbil i a 51 n'hi havia dos o més.

### Piràmide de població
La piràmide de població per edats i sexe el 2009 era:
| Homes | Edats   | Dones |
| ----- | ------- | ----- |
| 0     | 95 o +  | 0     |
| 0     | 90 a 94 | 0     |
| 0     | 85 a 89 | 4     |
| 0     | 80 a 84 | 0     |
| 0     | 75 a 79 | 0     |
| 12    | 70 a 74 | 4     |
| 8     | 65 a 69 | 0     |
| 0     | 60 a 64 | 12    |
| 8     | 55 a 59 | 12    |
| 8     | 50 a 54 | 16    |
| 16    | 45 a 49 | 8     |
| 4     | 40 a 44 | 8     |
| 12    | 35 a 39 | 8     |
| 4     | 30 a 34 | 12    |
| 4     | 25 a 29 | 4     |
| 4     | 20 a 24 | 4     |
| 8     | 15 a 19 | 4     |
| 4     | 10 a 14 | 12    |
| 4     | 5 a 9   | 4     |
| 0     | 0 a 4   | 4     |

## Economia
El 2007 la població en edat de treballar era de 136 persones, 93 eren actives i 43 eren inactives. De les 93 persones actives 82 estaven ocupades (49 homes i 33 dones) i 10 estaven aturades (2 homes i 8 dones). De les 43 persones inactives 19 estaven jubilades, 10 estaven estudiant i 14 estaven classificades com a «altres inactius».

### Ingressos
El 2009 a Saint-Lumier-en-Champagne hi havia 91 unitats fiscals que integraven 230 persones, la mediana anual d'ingressos fiscals per persona era de 20.567 €.

### Activitats econòmiques
Dels 6 establiments que hi havia el 2007, 1 era d'una empresa de fabricació d'altres productes industrials, 3 d'empreses de construcció i 2 d'empreses de serveis.
Dels 3 establiments de servei als particulars que hi havia el 2009, 1 era un taller de reparació d'automòbils i de material agrícola, 1 paleta i 1 empresa de construcció.
L'any 2000 a Saint-Lumier-en-Champagne hi havia 13 explotacions agrícoles que ocupaven un total de 704 hectàrees.

## Poblacions més properes
El següent diagrama mostra les poblacions més properes.